# Ebertsberge
Koordinaten: 50° 55′ 25″ N, 10° 24′ 5″ O

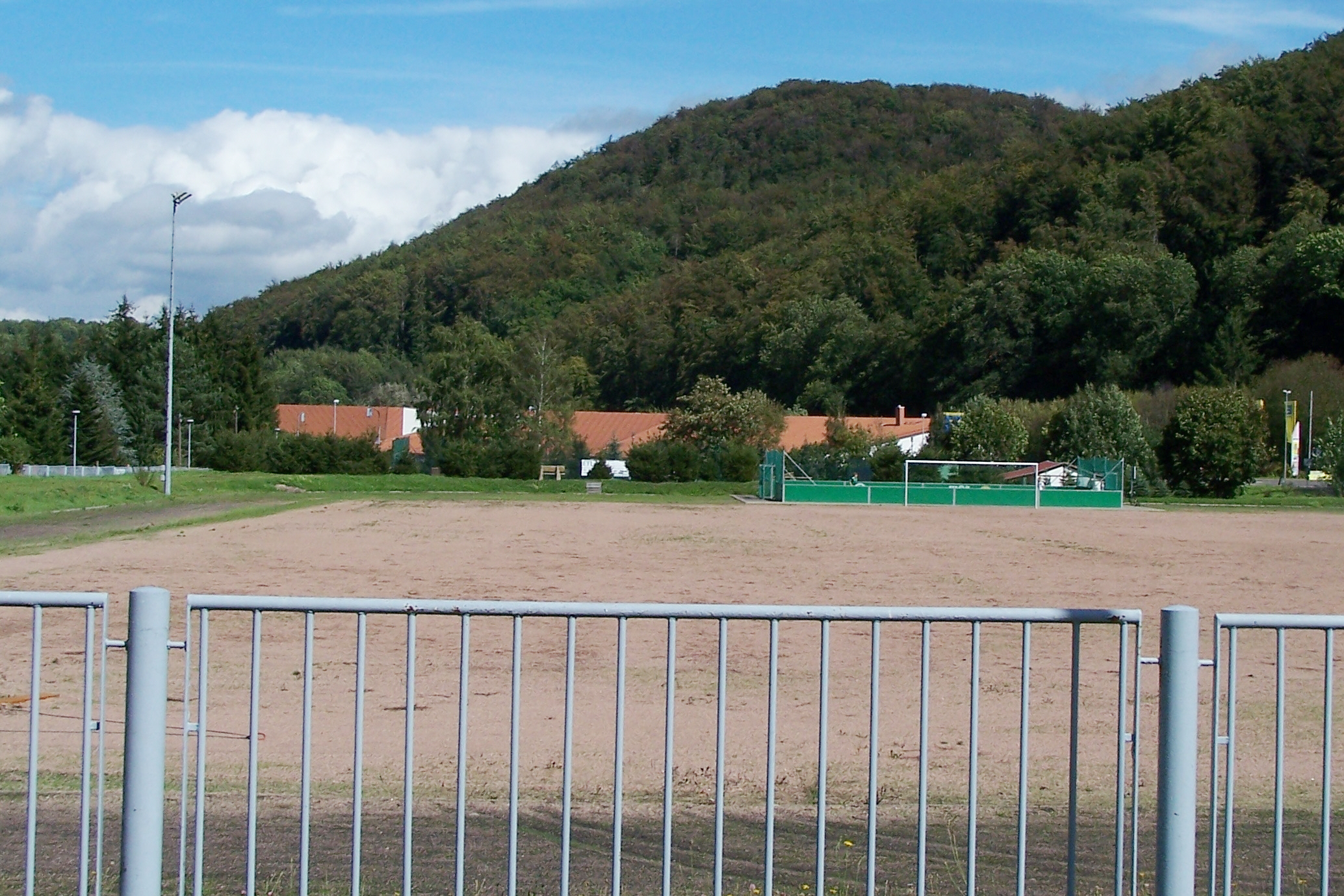
Naturschutzgebiet Ebertsberge

Das Naturschutzgebiet Ebertsberge liegt im Wartburgkreis in Thüringen. Es erstreckt sich nordöstlich von Thal, einem Ortsteil der Stadt Ruhla, um den 397,6 Meter hohen Großen Ebertsberg herum. Westlich und südlich des Gebietes verläuft die B 88.

## Bedeutung
Das 35 ha große Gebiet mit der NSG-Nr. 31 wurde im Jahr 1961 unter Naturschutz gestellt.